# Campanula lanata
Campanula lanata là loài thực vật có hoa trong họ Hoa chuông. Loài này được Friv. mô tả khoa học đầu tiên năm 1836.